# Phœniciculture

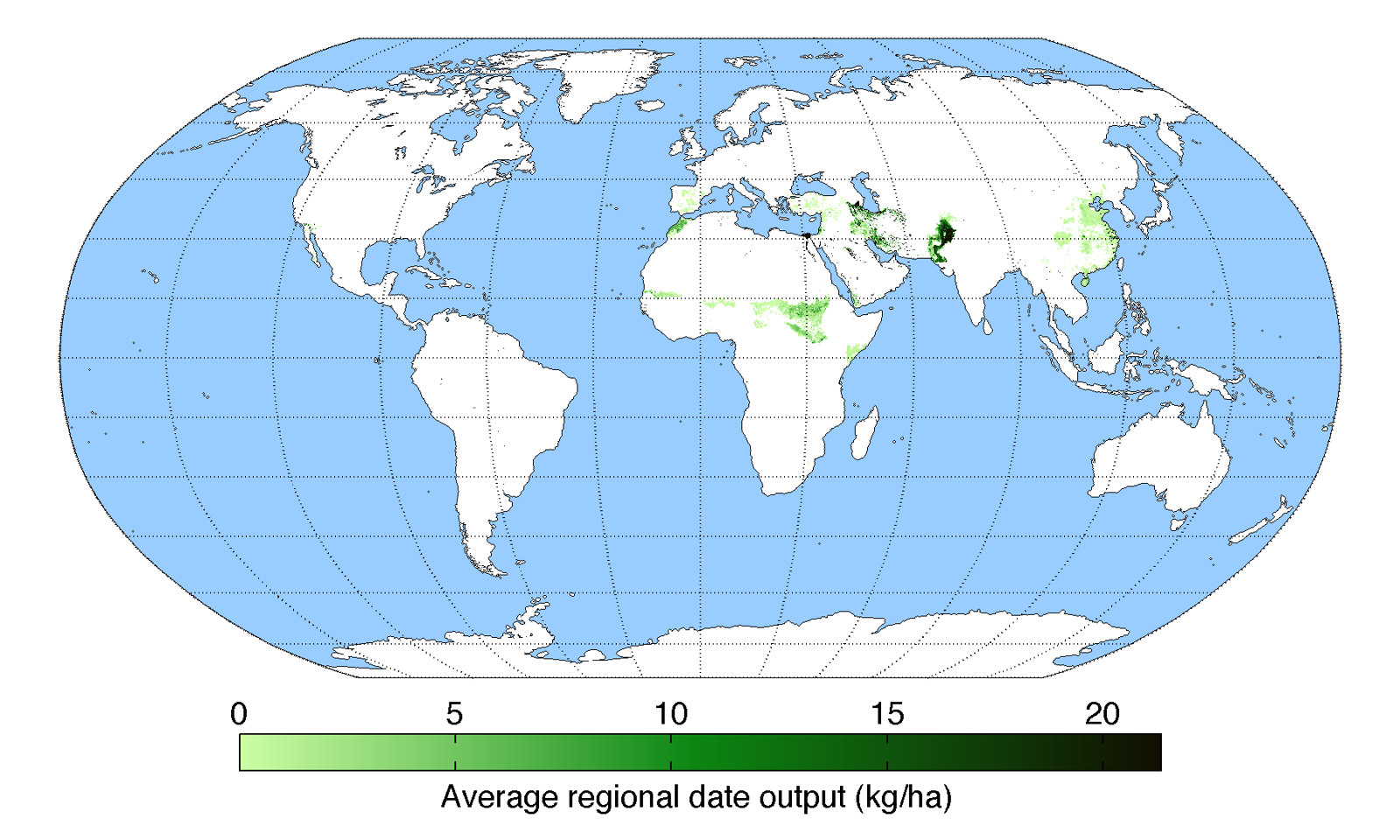
Lieux de production de dattes en 2008.

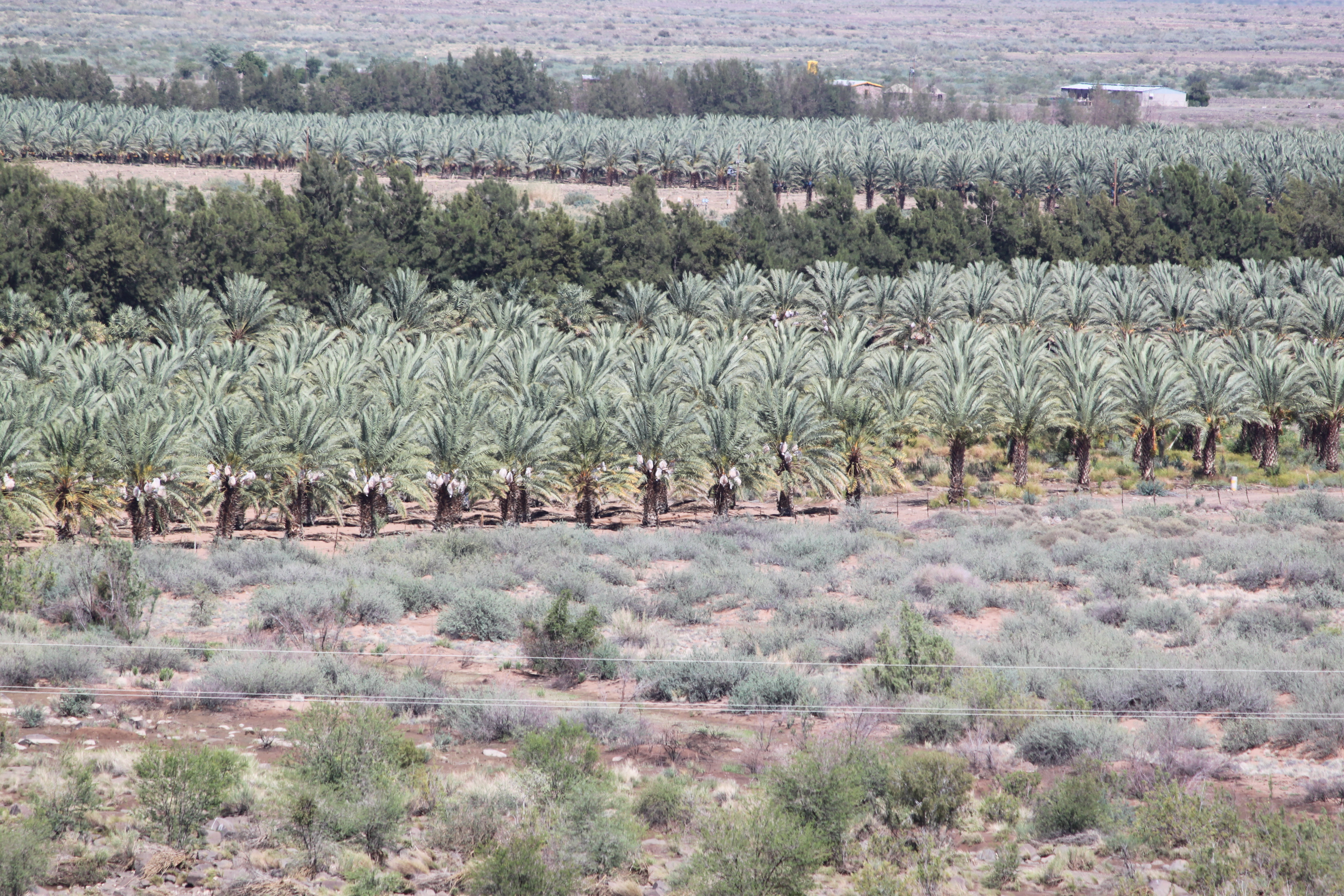
Une palmeraie en Namibie.

La phœniciculture est la culture du palmier dattier (Phoenix dactylifera L.), plante pérenne de la famille des Arecaceae. Les vergers du dattier forment une datteraie. 
Classiquement, la phœniciculture est représentée dans les systèmes oasiens d'Afrique du Nord et du Moyen-Orient jusque dans le nord-ouest de l'Inde. Ces dernières décennies ont vu la phœniciculture s'étendre et se modifier en s'industrialisant, quittant le modèle d'une agroforêt diversifiée (en variétés de palmiers dattiers, mais aussi en espèces cultivées avec le dattier) pour des champs monospécifiques et monovariétaux.

## Par région
Les principaux vergers de type datteraie se retrouvent dans la région MOAN, jusqu'au nord du sous-continent indien.

## Europe
Les deux seuls palmiers originaires d'Europe sont Chamaerops humilis et Phoenix theophrasti. Le palmier Phoenix canariensis des îles Canaries est considéré comme d'origine nord-africaine.
Le palmier phoenix theophrasti est cultivé en Crète mais à moindre mesure en raison du fait qu'ils soient moins savoureux que les autres dattiers.
Les palmiers du phoenix canariensis sont cultivés dans l'archipel canarien, leur fruit étant appelé en langue autochtone guanche gamame, agamame ou camame, et en dialecte espagnol canarien támara ou támbara, cependant leur saveur est amère contrairement aux autres dattes, donc peu apprécié des Canariens modernes et plutôt utilisé pour nourri les animaux, le bétail dans les élevages. Ils furent cependant un aliment de l'alimentation guanche, consommé par les Guanches, autochtones des Canaries.
Récemment dans l'histoire la culture du dattier s'est implantée en Andalousie dans le Sud en Espagne qui est devenu le principal pays européen producteur de dattes et où l'on retrouve donc des datteraies.